# 格奧爾格·林德曼
格奧爾格·林德曼（德語：Georg Lindemann，1884年3月8日—1963年9月25日）是二戰期間德國的一名將軍，他在蘇聯金傑普-格多夫攻勢期間指揮了德國第18軍團。

## 生平
1936年，林德曼晉升為少將，並指揮第36步兵師參加了入侵法國的行動。林德曼晉升為上將，並指揮第50军。1941年6月，在巴巴羅薩行動發起時，林德曼的軍隸屬於北方集團軍。林德曼在向列寧格勒進軍期間指揮第50軍。在斯摩棱斯克戰役期間，他的部隊被短暫地轉移到中央集團軍。林德曼的軍隨後調回北方集團軍。
1942年1月16日，林德曼指揮第18軍團，隸屬於北方集團軍。1942年夏晉升為上將。林德曼在整個列寧格勒周邊戰役以及1944年1月從奧拉寧鮑姆橋頭堡撤退到納爾瓦期間指揮第18軍團。1944年3月31日，他被提升為北方集團軍司令。1944年7月4日，他被解職並調入預備役軍。1945年2月1日，他被任命為“丹麥武裝部隊最高指揮官”，指揮所有駐丹麥德軍。1945年5月5日，德國在德國西北部、荷蘭和丹麥無條件投降。林德曼隨後被賦予解除德國對丹麥佔領的任務，直到1945年6月6日，他在位於錫爾克堡的總部被捕。他一直被美國拘禁到1948年。林德曼於1963年在西德弗羅伊登施塔特去世。